# ヴェルト・アム・マイン
ヴェルト・アム・マイン (ドイツ語: Wörth am Main, ドイツ語発音: [vœrt]、公式表記は Wörth a.Main) はドイツ連邦共和国バイエルン州ミルテンベルク郡に属す市。オーデンヴァルトとシュペッサルトに挟まれたマイン渓谷に位置する。

## 地理

### 市の構成
本市は、公式にはヴェルト・アム・マイン地区単独で構成されている。

## 歴史
ローマ人兵士は、おそらくドミティアヌス帝の時代（81年から96年）にはすでに木と土で造られた城に駐留していたものと考えられている。この城が後に堂々たる石造りのヴェルト城に拡充されたのである。
6世紀からのフランク時代、ヴェルトは王直轄領の中心地であり、現在の墓地の場所にあった聖マルティン礼拝堂が、オーデンヴァルトの背後地へのキリスト教伝道の中心地であった。この都市は、13世紀後半にマインツ大司教配下のブロイベルク家によって現在の場所に設けられた。1291年に、Werde（「島」の意）として初めて文献に記録されている。1816年にバイエルン王国領に移された。

## 文化と見所
- 旧市街は、中世の都市防衛施設と多くの歴史的記念建造物や木組み建築で特徴づけられる。かつてのマインツ選帝侯の城館では、ルネサンス様式の玄関を持つ塔が保存されている。
- ヴェルトはドイツ・リーメス街道沿いに位置している。ヴェルトには、オーバーゲルマニシェ・リーメスのマイン川沿いに位置するネッカー＝オーデンヴァルト・リーメスの古いラインに沿った位置にローマ時代の城（ヌーメルスカステル）の遺跡がある。

### 博物館
かつての聖ヴォルフガング教会（15世紀あるいは18世紀）にはヴェルト水運・造船博物館が入っている。公民館にある小さな分館ではローマ時代のヴェルトについて紹介している。

### 建築
- 1600年建造の公民館（旧市庁舎）

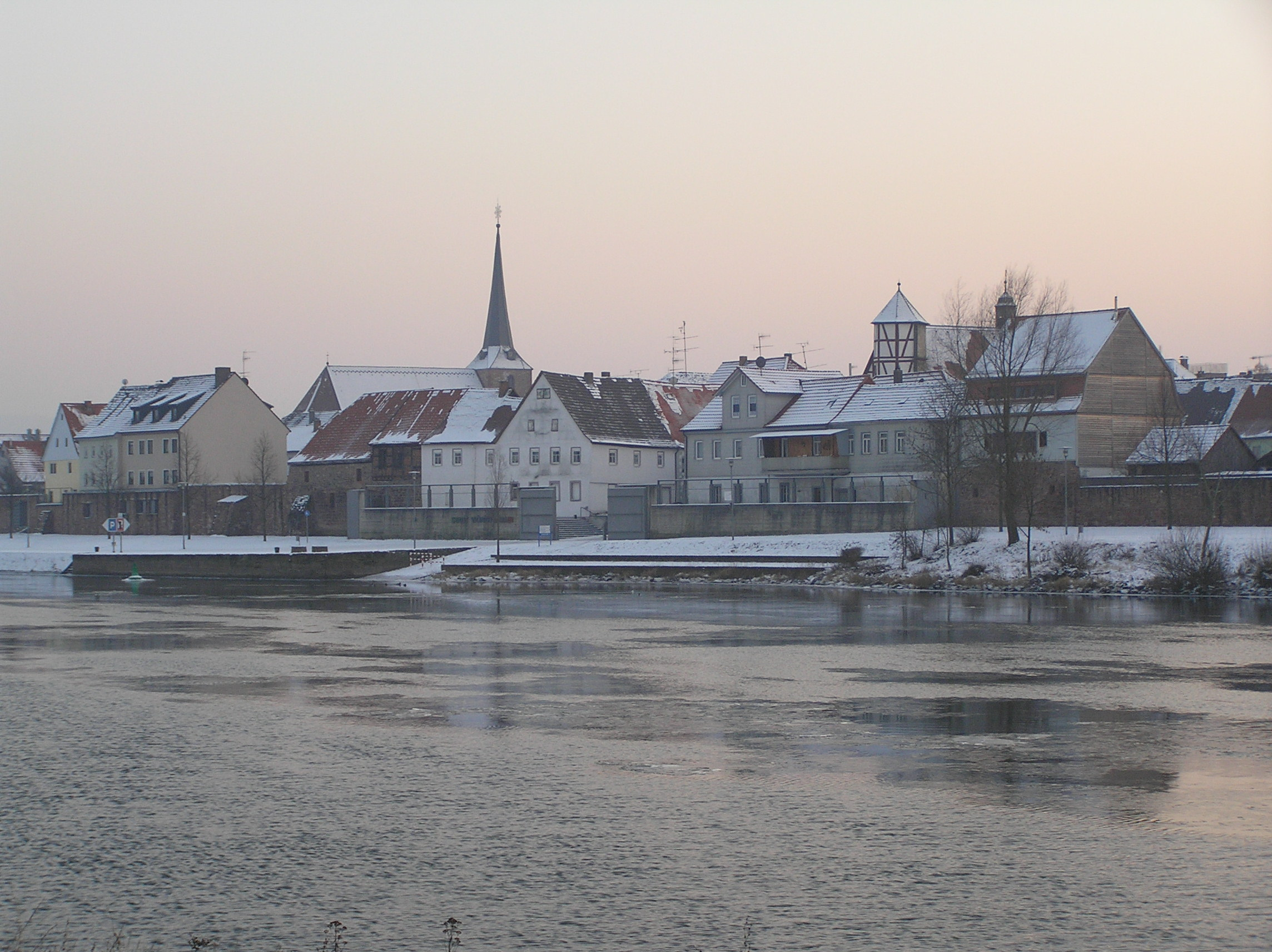
対岸のエアレンバッハから見たヴェルト・アム・マイン。中央の尖塔が旧教会の塔。旧教会には水運博物館がある。

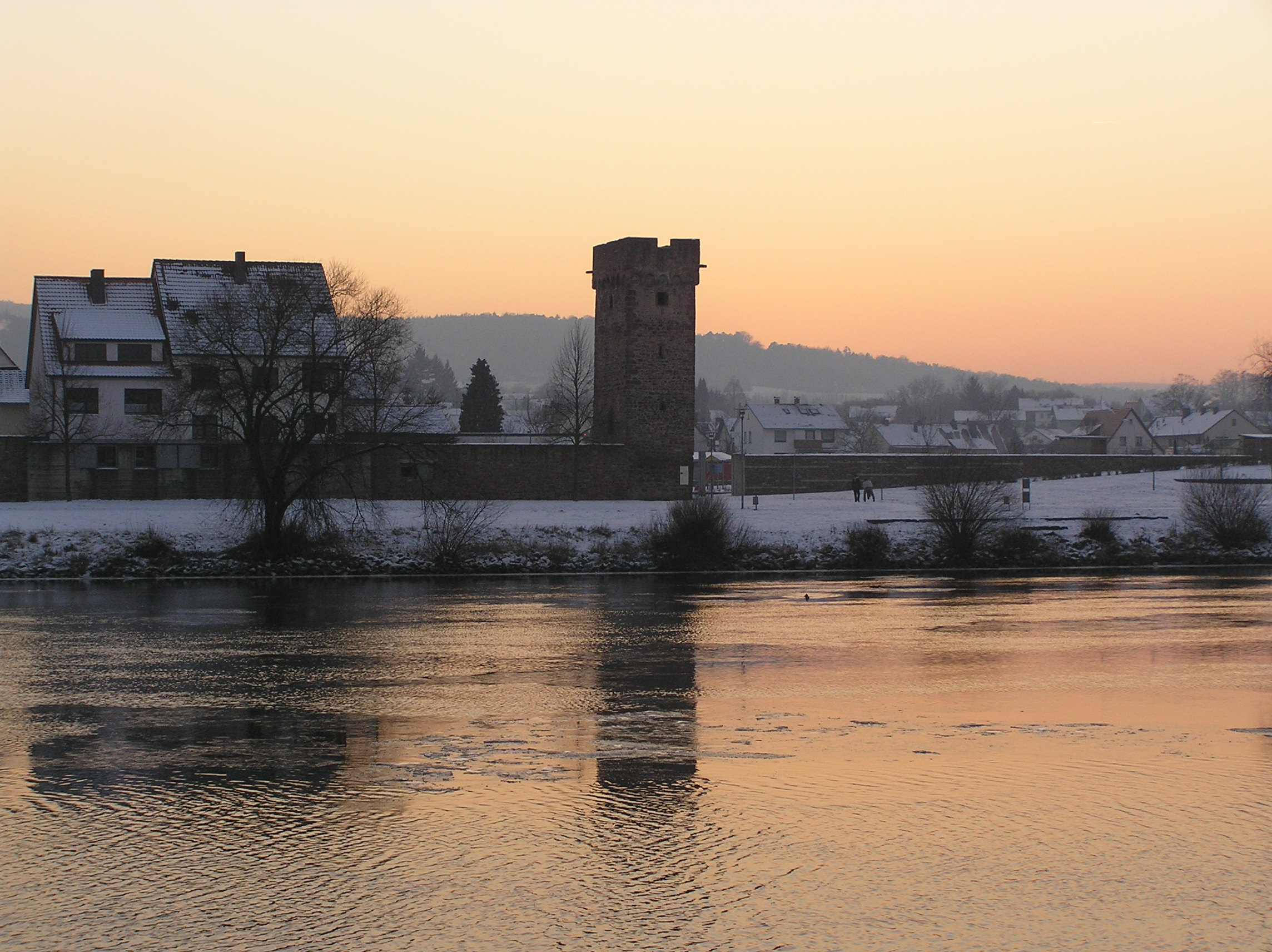
ヴェルト・アム・マイン。画面中央がタンネン塔。

- 1883年から85年のバイエルン王国時代の建物を含むブンテル砂岩の住宅が建つ新市街
- 市庁舎（1885年建造、旧学校）、教区センター、駅舎（1876年建造）、職業専門学校（1790年建造、旧司祭館）、ヴェンデリヌス礼拝堂（1780年建造）、農場の建物（1795年建造、かつては新市街の酒場だった）がある市街中心部。
- 聖ニコラウス教会 — 1898年建造のネオロマネスク建築、十字架の祭壇、磔刑群像、悲嘆の図。
- 高さ7mの砂岩の円柱2本からなる記念碑『ガルゲン』。1754年に建立された。
- 墓地の聖マルティン礼拝堂 — 6世紀末のウンターマイン地域のキリスト教化時代に起源を持つ礼拝堂で、現在の建物は14世紀のもの。
- 13世紀後期の城館の塔
- オベーレス塔、15世紀
- タンネン塔、15世紀
- オーバーゲルマニシェ・リーメスの一部をなすローマ時代のヴェルト城（1世紀または2世紀）とその附属浴場。地下壁だけが遺されている。

### レクリエーション施設とスポーツ施設
- ヴェルト市の森 (1000ha) には計50kmに及ぶ遊歩道が整備されている。
- マインルー・キャンプ場
- アドマット・キャンプ場
- ヴェルトは、ベルクシュトラーセ＝オーデンヴァルト自然公園のバイエルン領内に位置している。

## 経済と社会資本

### 交通
- 連邦アウトバーンA3号線（ヴュルツブルク - フランクフルト・アム・マイン）に接続する連邦道B469号線
- ドイツ鉄道AGの鉄道網
- マイン川連邦水路

## 姉妹都市
- オンフルール（フランス、カルヴァドス県）2006年

この姉妹都市同盟は2006年6月16日に成立し、2007年4月29日にヴェルトの水運博物館で姉妹都市同盟契約書に署名がなされた。

## 引用
1. ↑  https://www.statistikdaten.bayern.de/genesis/online?operation=result&code=12411-003r&leerzeilen=false&language=de Genesis-Online-Datenbank des Bayerischen Landesamtes für Statistik Tabelle 12411-003r Fortschreibung des Bevölkerungsstandes: Gemeinden, Stichtag (Einwohnerzahlen auf Grundlage des Zensus 2011)
2. ↑  Max Mangold, ed (2005). Duden, Aussprachewörterbuch (6 ed.). Dudenverl. p. 842. ISBN 978-3-411-04066-7
3. ↑  Bayerische Landesbibliothek Online